# Бейнарт, Хаим
Хаим Бейнарт (ивр. חיים ביינארט‎; 14 ноября 1917 — 16 февраля 2010) — израильский историк и академик. Работал профессором истории в Еврейском университете в Иерусалиме и деканом гуманитарных наук в Университете имени Бен-Гуриона в Негеве. Специализировался на истории иберийских евреев.

## Биография
Родился 14 ноября 1917 года в Пскове, РСФСР. В 1923 году его семья переехала в Ригу, Латвия. Его родители были хасидами. В 1934 году окончил еврейскую школу и поступил в сухопутные войска Латвии, где служил до 1937 года.
В 1937 году поступил в Еврейский университет в Иерусалиме и служил офицером разведки в Иргуне. Принимал участие в Арабо-израильской войне (1947—1949). Впоследствии отправился в поездку в Испанию, где исследовал историю иберийских евреев. В 1955 году получил докторскую степень.
Был женат на Рут Бейнарт, пара имела четверых детей: Яэль, Йосеф, Шеломо и Хагит. Хаим Бейнарт умер 16 февраля 2010 года в Иерусалиме, Израиль.

## Академическая карьера
В 1958 году стал работать лектором в Еврейском университете в Иерусалиме. Был назначен старшим преподавателем в 1963 году, доцентом в 1966 году и профессором в 1971 году. Кроме того, в 1969 году стал деканом гуманитарных наук в университете имени Бен-Гуриона в Негеве. С сентября 1986 года по июнь 1987 года преподавал в Институте перспективных исследований Израиля. В 1988 году уволился из Еврейского университета в Иерусалиме в должности почётного профессора по истории еврейского народа.
Хаим Бейнарт был экспертом по истории иберийских евреев, посетил многие города Испании с целью исследования еврейского прошлого. В 1973 году стал членом-корреспондентом Испанской гуманитарной академии, а в 1981 году членом Израильской академии естественных и гуманитарных наук. В 1986 году стал первым лауреатом «Премии трех культур» из Кордовы. В 1988 году получил почетную докторскую степень в Мадридском университете Комплутенсе. В 1991 году стал лауреатом премии Израиля.

## Опубликованные работы
- Records of the trials of the Spanish Inquisition in Ciudad Real (англ.) / Beinart, Haim. — Jerusalem: Israel National Academy of Sciences and Humanities, 1974. — ISBN 9789652080240.
- Beinart, Haim. Trujillo, a Jewish community in Extremadura on the Eve of the Expulsion from Spain (англ.). — Jerusalem: Magnes Press, 1980. — ISBN 9789652233493.
- Beinart, Haim. Conversos on Trial: The Inquisition in Ciudad Real (англ.). — Jerusalem: Magnes Press, 1981. — ISBN 9789652233844.
- Beinart, Haim. Atlas of Medieval Jewish History (англ.). — Jerusalem: Carta, 1992. — ISBN 9781441656179.
- The Sephardi Legacy (англ.) / Beinart, Haim. — Jerusalem: Magnes Press, 1992. — ISBN 9789652237996.
- Beinart, Haim. The Expulsion of the Jews from Spain (англ.). — Portland, Oregon: Littman Library of Jewish Civilization, 2002. — ISBN 9781874774419.